# Andrena
Andrena Fabricius, 1775 è un genere di insetti apoidei della famiglia Andrenidae, a distribuzione cosmopolita, comprendente oltre 1300 specie.

## Descrizione

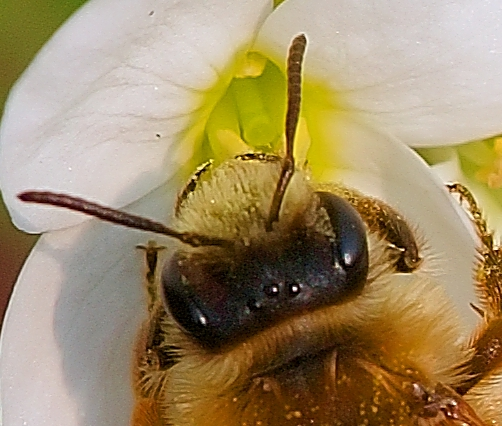
Dettaglio della fovea facciale di Andrena sp.

Il corpo di questi apoidei è lungo 8 – 17 mm e i maschi sono in genere più piccoli e più snelli delle femmine. Queste si distinguono facilmente dalle altre apoidee per la presenza di una area vellutata tra gli occhi e la base delle antenne, denominata fovea facciale.
Presentano inoltre una serie di setole fitte e robuste, denominate spazzola, disposte in più file trasversali sulla faccia interna dei trocanteri delle zampe posteriori.
La maggior parte delle specie hanno anche ai lati del torace una struttura, denominata scopa, costituita da una folta massa di setole tra le quali viene ammassato il polline.
La livrea è da bruna a nera nella maggior parte delle specie, con bande vellutate biancastre sull'addome; altre colorazioni presenti in alcune specie vanno dal rosa al rosso, più raramente blu o verde metallico.
La nervatura alare presenta la stessa morfologia ricorrente fra gli Apoidea. Gli elementi morfologici della venatura nelle ali anteriori delle andrene sono i seguenti:
- presenti tre cellule submarginali (sm), due in alcune specie, di cui la seconda più piccola della terza
- presenti tre cellule discali (1d, 2d, 3d)
- cellula marginale (m) relativamente corta e ampia
- vena basale (B) leggermente convessa e non più lunga di due terzi della prima cellula discale
- seconda vena ricorrente (Rc2) con andamento più o meno rettilineo ma non a sigmoide
- la cubito (Cu) e la vena basale formano un angolo acuto
- la trasverso-mediale (tm) confluisce sulla cubito prima o all'altezza della derivazione della vena basale.

## Distribuzione e habitat
È un genere pressoché cosmopolita, presente in gran parte del mondo eccetto che in Oceania e in Sud America.
Le Andrena prediligono solitamente i territori sabbiosi, in cui sono solite scavare le loro tane, in vicinanza di alberi o arbusti che possano proteggerle dal calore eccessivo o dal gelo.

## Biologia
Nelle aree temperate trascorrono l'inverno allo stadio di pupe all'interno di gallerie scavate nel terreno, profonde da 5 a 60 cm. Quando la temperatura raggiunge i 20 °C escono in superficie (i maschi in genere prima delle femmine). Dopo l'accoppiamento le femmine depongono le uova all'interno di piccole celle sotterranee, contenenti una bolla di polline misto a nettare, che servirà da nutrimento per le larve.
Si tratta di api solitarie anche se le femmine utilizzano spesso un nido comune, pur dedicandosi ciascuna alle proprie celle.
Alcune specie possono dar luogo a due generazioni in un anno.

## Ecologia
Per quanto riguarda la raccolta del polline alcune specie hanno relazioni strette con una singola specie botanica o un singolo genere (oligolettiche) mentre altre si rivolgono indifferentemente a specie di diverse famiglie (polilettiche). Tra le specie strettamente oligolettiche possono essere citate A. potentillae che usualmente bottina solo su Potentilla spp., A. symphyti (Symphytum spp.), A. taraxaci (Taraxacum spp.) , A. florea (Bryonia spp.), A. clarkella (Salix spp.); in altri casi la preferenza riguarda più generi di una stessa famiglia come per esempio A. agilissima, che limita le sue scelte a generi della famiglia delle Cruciferae, o A. fuscipes, specializzata in Ericaceae spp.
Alcune specie del genere Andrena sono frequentemente chiamate in causa quali insetti impollinatori di varie specie di orchidee.
Tra queste, la "scarpetta di Venere" (Cypripedium calceolus) è in grado di attirare questi insetti grazie ad emissioni olfattive di composti chimici simili a quelle dei feromoni degli insetti stessi.
Esiste una somiglianza chimica anche tra le secrezioni cefaliche di alcune specie del genere Andrena e alcune sostanze volatili prodotte dalle orchidee del gruppo Ophrys fusca-Ophrys lutea, frequentemente impollinate da questi insetti.

## Tassonomia
Con oltre 1300 specie è uno dei generi più numerosi della superfamiglia Apoidea.
In Europa sono presenti le seguenti specie:
- Andrena abbreviata Dours, 1873
- Andrena aberrans Eversmann, 1852
- Andrena abjecta Perez, 1895
- Andrena abrupta Warncke, 1967
- Andrena aciculata Morawitz, 1886
- Andrena aegyptiaca Friese, 1899
- Andrena aegypticola Friese, 1922
- Andrena aeneiventris Morawitz, 1872
- Andrena aerinifrons Dours, 1873
- Andrena afrensis Warncke, 1967
- Andrena agilissima (Scopoli, 1770)
- Andrena agnata Warncke, 1967
- Andrena albopunctata (Rossi, 1792)
- Andrena alfkenella Perkins, 1914
- Andrena alfkenelloides Warncke, 1965
- Andrena allosa Warncke, 1975
- Andrena alluaudi Benoist, 1961
- Andrena anatolica Alfken, 1935
- Andrena angustior (Kirby, 1802)
- Andrena anthrisci Bluethgen, 1925
- Andrena antigana Perez, 1895
- Andrena apicata Smith, 1847
- Andrena apiformis Kriechbaumer, 1873
- Andrena argentata Smith, 1844
- Andrena asperrima Perez, 1895
- Andrena asperula Osichnyuk, 1977
- Andrena assimilis Radoszkowski, 1876
- Andrena astica Warncke, 1967
- Andrena astrella Warncke, 1975
- Andrena athenensis Warncke, 1965
- Andrena atrata Friese, 1887
- Andrena atrotegularis Hedicke, 1923
- Andrena avara Warncke, 1967
- Andrena barbareae Panzer, 1805
- Andrena barbilabris (Kirby, 1802)
- Andrena bayona Warncke, 1975
- Andrena bellidis Perez, 1895
- Andrena bicolor Fabricius, 1775
- Andrena bicolorata (Rossi, 1790)
- Andrena biguttata Friese, 1922
- Andrena bimaculata (Kirby, 1802)
- Andrena binominata Smith, 1853
- Andrena bisulcata Morawitz, 1877
- Andrena blanda Perez, 1895
- Andrena boyerella Dours, 1872
- Andrena braunsiana Friese, 1887
- Andrena breviscopa Perez, 1895
- Andrena brumanensis Friese, 1899
- Andrena bucephala Stephens, 1846
- Andrena bulgariensis Warncke, 1965
- Andrena caneae Strand, 1915
- Andrena caneiba Strand, 1915
- Andrena canohirta (Friese, 1923)
- Andrena caprimulga Warncke, 1975
- Andrena carantonica Perez, 1902
- Andrena caspica Morawitz, 1886
- Andrena cervina Warncke, 1975
- Andrena chaetogastra Pittioni, 1950
- Andrena chalcogastra Brullé, 1839
- Andrena chelma Warncke, 1975
- Andrena chersona Warncke, 1972
- Andrena chrysopus Perez, 1903
- Andrena chrysopyga Schenck, 1853
- Andrena chrysosceles (Kirby, 1802)
- Andrena cineraria (Linnaeus, 1758)
- Andrena cinerea Brullé, 1832
- Andrena cinereophila Warncke, 1965
- Andrena clarkella (Kirby, 1802)
- Andrena clusia Warncke, 1966
- Andrena clypella Strand, 1921
- Andrena coitana (Kirby, 1802)
- Andrena colletiformis Morawitz, 1873
- Andrena colonialis Morawitz, 1886
- Andrena combaella Warncke, 1966
- Andrena combinata (Christ, 1791)
- Andrena compta Lepeletier, 1841
- Andrena comta Eversmann, 1852
- Andrena concinna Smith, 1853
- Andrena congruens Schmiedeknecht, 1883
- Andrena corax Warncke, 1967
- Andrena cordialis Morawitz, 1877
- Andrena crassana Warncke, 1965
- Andrena creberrima Perez, 1895
- Andrena cubiceps Friese, 1914
- Andrena curtula Perez, 1903
- Andrena curvana Warncke, 1965
- Andrena curvungula Thomson, 1870
- Andrena cussariensis Morawitz, 1886
- Andrena cyanomicans Perez, 1895
- Andrena cypria Pittioni, 1950
- Andrena cypricola Mavromoustakis, 1952
- Andrena damara Warncke, 1968
- Andrena dargia Warncke, 1965
- Andrena decipiens Schenck, 1861
- Andrena delphiensis Warncke, 1965
- Andrena denticulata (Kirby, 1802)
- Andrena dentiventris Morawitz, 1874
- Andrena derbentina Morawitz, 1886
- Andrena dinizi Warncke, 1975
- Andrena discors Erichson, 1841
- Andrena distinguenda Schenck, 1871
- Andrena djelfensis Perez, 1903
- Andrena dorsalis Brullé, 1832
- Andrena dorsata (Kirby, 1802)
- Andrena doursana Dufour, 1853
- Andrena dubiosa Kohl, 1905
- Andrena elegans Giraud, 1863
- Andrena enslinella Stoeckhert, 1924
- Andrena erberi Morawitz, 1871
- Andrena exigua Erichson, 1835
- Andrena eximia Smith, 1847
- Andrena exquisita Warncke, 1975
- Andrena fabrella Perez, 1903
- Andrena falsifica Perkins, 1915
- Andrena farinosa Perez, 1895
- Andrena ferox Smith, 1847
- Andrena ferrugineicrus Dours, 1872
- Andrena fertoni Perez, 1895
- Andrena figurata Morawitz, 1866
- Andrena fimbriata Brullé, 1832
- Andrena flavipes Panzer, 1799
- Andrena flavobila Warncke, 1965
- Andrena florea Fabricius, 1793
- Andrena florentina Magretti, 1883
- Andrena floricola Eversmann, 1852
- Andrena florivaga Eversmann, 1852
- Andrena forsterella Warncke, 1967
- Andrena fria Warncke, 1975
- Andrena fucata Smith, 1847
- Andrena fulica Warncke, 1974
- Andrena fulva (Müller, 1766)
- Andrena fulvago (Christ, 1791)
- Andrena fulvata Stoeckhert, 1930
- Andrena fulvida Schenck, 1835
- Andrena fulvitarsis Brullé, 1832
- Andrena fumida Perez, 1895
- Andrena funerea Warncke, 1967
- Andrena fuscipes (Kirby, 1802)
- Andrena fuscosa Erichson, 1835
- Andrena gallica Schmiedeknecht, 1883
- Andrena gamskrucki Warncke, 1965
- Andrena garrula Warncke, 1965
- Andrena gelriae van der Vecht, 1927
- Andrena glidia Warncke, 1965
- Andrena gordia Warncke, 1975
- Andrena graecella Warncke, 1965
- Andrena grandilabris Perez, 1903
- Andrena granulosa Perez, 1902
- Andrena gravida Imhoff, 1832
- Andrena griseobalteata Dours, 1873
- Andrena grossella Gruenwalt, 1976
- Andrena grozdanici Osychnyuk, 1975
- Andrena haemorrhoa (Fabricius, 1781)
- Andrena hattorfiana (Fabricius, 1775)
- Andrena hedikae Jaeger, 1934
- Andrena helenica Warncke, 1965
- Andrena helvola (Linnaeus, 1758)
- Andrena hesperia Smith, 1853
- Andrena hillana Warncke, 1967
- Andrena hispania Warncke, 1967
- Andrena humabilis Warncke, 1965
- Andrena humilis Imhoff, 1832
- Andrena hungarica Friese, 1887
- Andrena hyacinthina Mavromoustakis, 1958
- Andrena hyemala Warncke, 1973
- Andrena hypopolia Schmiedeknecht, 1883
- Andrena hystrix Schmiedeknecht, 1883
- Andrena icterina Warncke, 1974
- Andrena illyrica Warncke, 1975
- Andrena impunctata Perez, 1895
- Andrena incisa Eversmann, 1852
- Andrena intermedia Thomson, 1870
- Andrena isis Schmiedeknecht, 1900
- Andrena ispida Warncke, 1965
- Andrena kamarti Schmiedeknecht, 1900
- Andrena korleviciana Friese, 1887
- Andrena kornosica Mavromoustakis, 1954
- Andrena kriechbaumeri Schmiedeknecht, 1883
- Andrena labialis (Kirby, 1802)
- Andrena labiata Fabricius, 1781
- Andrena labiatula Osychnyuk, 1993
- Andrena lagopus Latreille, 1809
- Andrena lamiana Warncke, 1965
- Andrena langadensis Warncke, 1965
- Andrena lapponica Zetterstedt, 1838
- Andrena lateralis Morawitz, 1876
- Andrena lathyri Alfken, 1899
- Andrena lepida Schenk, 1861
- Andrena leptopyga Perez, 1895
- Andrena leucolippa Perez, 1886
- Andrena leucophaea Lepeletier, 1841
- Andrena leucopsis Warncke, 1967
- Andrena limassolica Mavromoustakis, 1948
- Andrena limata Smith, 1853
- Andrena limbata Eversmann, 1852
- Andrena lindbergella Pittioni, 1950
- Andrena lineolata Warncke, 1967
- Andrena livens Perez, 1895
- Andrena locajoni Destefani, 1889
- Andrena longibarbis Perez, 1895
- Andrena lonicera Warncke, 1973
- Andrena macroptera Warncke, 1974
- Andrena maderensis Cockerell, 1922
- Andrena magna Warncke, 1965
- Andrena magunta Warncke, 1965
- Andrena majalis Morawitz, 1876
- Andrena marginata Fabricius, 1777
- Andrena mariana Warncke, 1968
- Andrena medeninensis Perez, 1895
- Andrena mediovittata Perez, 1895
- Andrena merula Warncke, 1969
- Andrena metallescens Cockerell, 1906
- Andrena microthorax Perez, 1895
- Andrena miegiella Dours, 1873
- Andrena minapalumboi Gribodo, 1894
- Andrena minutula (Kirby, 1802)
- Andrena minutuloides Perkins, 1914
- Andrena mitis Schmiedeknecht, 1883
- Andrena mocsaryi Schmiedeknecht, 1883
- Andrena molesta Perez, 1903
- Andrena monacha Warncke, 1965
- Andrena monilia Warncke, 1967
- Andrena montana Warncke, 1973
- Andrena montarca Warncke, 1975
- Andrena morio Brullé, 1832
- Andrena mucida Kriechbaumer, 1873
- Andrena mucronata Morawitz, 1871
- Andrena murana Warncke, 1967
- Andrena muscaria Warncke, 1965
- Andrena nana (Kirby, 1802)
- Andrena nanaeiformis Noskiewicz, 1925
- Andrena nanula Nylander, 1848
- Andrena nasuta Giraud, 1863
- Andrena nebularia Warncke, 1975
- Andrena neocypriaca Mavromoustakis, 1956
- Andrena nigriceps (Kirby, 1802)
- Andrena nigroaenea (Kirby, 1802)
- Andrena nigroolivacea Dours, 1873
- Andrena nigrospina Thomson, 1872
- Andrena nigroviridula Dours, 1873
- Andrena nilotica Warncke, 1967
- Andrena nitida (Müller, 1776)
- Andrena nitidiuscula Schenk, 1853
- Andrena nitidula Perez, 1903
- Andrena niveata Friese, 1887
- Andrena nobilis Morawitz, 1874
- Andrena nucleola Warncke, 1973
- Andrena numida Lepeletier, 1841
- Andrena nuptialis Perez, 1902
- Andrena nycthemera Imhoff, 1868
- Andrena oblita Warncke, 1967
- Andrena oedicnema Warncke, 1975
- Andrena oralis Morawitz, 1876
- Andrena orana Warncke, 1975
- Andrena orbitalis Morawitz, 1872
- Andrena orientana Warncke, 1965
- Andrena ornata Morawitz, 1866
- Andrena ovatula (Kirby, 1802)
- Andrena oviventris Perez, 1895
- Andrena paganettina Warncke, 1965
- Andrena pallidicincta Brullé, 1832
- Andrena pallitarsis Perez, 1903
- Andrena palumba Warncke, 1974
- Andrena pandellei Perez, 1903
- Andrena pandosa Morawitz, 1876
- Andrena panurgimorpha Mavromoustakis, 1957
- Andrena panurgina Destefani, 1889
- Andrena pareklisiae Mavromoustakis, 1957
- Andrena parviceps Kriechbaumer, 1873
- Andrena passerina Warncke, 1974
- Andrena paucisquama Noskiewicz, 1924
- Andrena pellucens Perez, 1895
- Andrena pelopa Warncke, 1975
- Andrena pilipes Fabricius, 1781
- Andrena polemediana Mavromoustakis, 1956
- Andrena polita Smith, 1847
- Andrena pontica Warncke, 1972
- Andrena potentillae Panzer, 1809
- Andrena praecox (Scopoli, 1763)
- Andrena probata Warncke, 1973
- Andrena producta Warncke, 1973
- Andrena proxima (Kirby, 1802)
- Andrena pruinosa Erichson, 1835
- Andrena puella Alfken, 1938
- Andrena punctatissima Morawitz, 1866
- Andrena pusilla Perez, 1903
- Andrena pyropygia Kriechbaumer, 1873
- Andrena pyrozonata Friese, 1895
- Andrena quadrimaculata Friese, 1921
- Andrena ranunculi Schmiedeknecht, 1883
- Andrena ranunculorum Morawitz, 1878
- Andrena relata Warncke, 1967
- Andrena reperta Warncke, 1974
- Andrena resoluta Warncke, 1973
- Andrena rhenana Stoeckhert, 1930
- Andrena rhypara Perez, 1903
- Andrena rhyssonota Perez, 1895
- Andrena robusta Warncke, 1975
- Andrena rogenhoferi Morawitz, 1872
- Andrena rosae Panzer, 1801
- Andrena roscipes Alfken, 1933
- Andrena rotundata Perez, 1895
- Andrena rotundilabris Morawitz, 1877
- Andrena ruficrus Nylander, 1848
- Andrena rufizona Imhoff, 1834
- Andrena rufomaculata Friese, 1921
- Andrena rufula Schmiedeknecht, 1883
- Andrena rugothorace Warncke, 1965
- Andrena rugulosa Stoeckhert, 1935
- Andrena russula Lepeletier, 1841
- Andrena saettana Warncke, 1975
- Andrena sagittaria Warncke, 1968
- Andrena sandanskia Warncke, 1973
- Andrena sardoa Lepeletier, 1841
- Andrena savignyi Spinola, 1838
- Andrena saxonica Stoeckhert, 1935
- Andrena schencki Morawitz, 1866
- Andrena schletterei Friese, 1896
- Andrena schmiedeknechti Magretti, 1883
- Andrena schwarzi Warncke, 1975
- Andrena scita Eversmann, 1852
- Andrena semiaenea Morawitz, 1876
- Andrena semilaevis Perez, 1903
- Andrena seminuda Friese, 1896
- Andrena semirubra Morawitz, 1876
- Andrena senecionis Perez, 1895
- Andrena senex Eversmann, 1852
- Andrena sericata Imhoff, 1868
- Andrena serraticornis Warncke, 1965
- Andrena sibthorpi Mavromoustakis, 1952
- Andrena siciliana Warncke, 1980
- Andrena sillata Warncke, 1975
- Andrena similis Smith, 1849
- Andrena simillima Smith, 1851
- Andrena simontornyella Noskiewicz, 1939
- Andrena solenopalpa Benoist, 1945
- Andrena soror Dours, 1872
- Andrena sphecodimorpha Hedicke, 1942
- Andrena spolata Warncke, 1967
- Andrena spreta Perez, 1895
- Andrena stabiana Morice, 1899
- Andrena stepposa Osichnyuk, 1977
- Andrena stoeckhertella Pittioni, 1948
- Andrena stragulata Illiger, 1806
- Andrena strohmella Stoeckhert, 1928
- Andrena subopaca Nylander, 1848
- Andrena suerinensis Friese, 1884
- Andrena susterai Alfken, 1914
- Andrena symphyti Schmiedeknecht, 1883
- Andrena synadelpha Perkins, 1914
- Andrena taprobana Warncke, 1975
- Andrena taraxaci Giraud, 1861
- Andrena tarsata Nylander, 1848
- Andrena taxana Warncke, 1975
- Andrena tecta Radoszkowski, 1876
- Andrena tenuiformis Pittioni, 1950
- Andrena tenuistriata Perez, 1895
- Andrena thomsoni Ducke, 1898
- Andrena thoracica (Fabricius, 1775)
- Andrena tiaretta Warncke, 1974
- Andrena tibialis (Kirby, 1802)
- Andrena tomora Warncke, 1965
- Andrena torda Warncke, 1965
- Andrena transitoria Morawitz, 1871
- Andrena tridentata (Kirby, 1802)
- Andrena trikalensis Warncke, 1965
- Andrena trimmerana (Kirby, 1802)
- Andrena tringa Warncke, 1973
- Andrena truncatilabris Morawitz, 1877
- Andrena tscheki Morawitz, 1872
- Andrena tuberculifera Perez, 1895
- Andrena tunetana Schmiedeknecht, 1900
- Andrena ungeri Mavromoustakis, 1952
- Andrena unicincta Friese, 1899
- Andrena urdula Warncke, 1965
- Andrena vacella Warncke, 1975
- Andrena vachali Perez, 1895
- Andrena vaga Panzer, 1799
- Andrena variabilis Smith, 1853
- Andrena varians Kirby, 1802
- Andrena varicornis Perez, 1895
- Andrena vaulogeri Perez, 1895
- Andrena ventralis Imhoff, 1832
- Andrena ventricosa Dours, 1873
- Andrena verticalis Perez, 1895
- Andrena vetula Lepeletier, 1841
- Andrena vilipes Perez, 1895
- Andrena viridescens Viereck, 1916
- Andrena vulcana Dours, 1873
- Andrena vulpecula Kriechbaumer, 1873
- Andrena waschulzi Strand, 1921
- Andrena westensis Warncke, 1965
- Andrena wilhelmi Schuberth, 1995
- Andrena wilkella (Kirby, 1802)
- Andrena wolfi Gusenleitner & Scheuchl 2000
- Andrena wollastoni Cockerell, 1922